# Alice Liddell como mendiga
Alice Liddell como mendiga (en inglés: Alice Liddell as “The Beggar Maid” , título del autor: “La mendiga”, en inglés: The Beggar–Maid ) es una fotografía escenificada del escritor y fotógrafo inglés Lewis Carroll (Charles Lutwidge Dodgson, 1832–1898), que representa a Alice Liddell (1852–1934). El positivo está fechado en 1858. La fotografía puede haber sido inspirada por el poema "La mendiga" (en inglés: The Beggar Maid) del poeta victoriano Alfred Tennyson.
El propio Alfred Tennyson la calificó como la fotografía más hermosa que jamás había visto. El tema y la solución compositiva de la fotografía han atraído repetidamente la atención de los historiadores de la fotografía y han provocado acalorados debates entre ellos.

## Creación y destino
Entre 1856 y 1880, Lewis Carroll produjo unas 2.700 fotografías, casi la mitad de las cuales eran de niños, incluidas once fotografías individuales y nueve de grupo de Alice Liddell.
La técnica de creación de la fotografía es la impresión a la albúmina a partir de un negativo de vidrio. Sus dimensiones son de 16,3 por 10,9 cm. La fotografía se encuentra actualmente en la colección del Museo Metropolitano de Arte; número de inventario - 2005.100.20.  La fundación Howard Gilman la adquirió en una subasta de Sotheby's Belgravia, el 1 de julio de 1977, lote 316, por 5.500 dólares , y luego presentó la fotografía al menos diez veces en exposiciones importantes (el Museo de Arte Moderno de Nueva York, el Festival Internacional de Edimburgo, la Galería Nacional de Arte de Washington, el Museo de Arte Moderno de San Francisco, el Instituto de Arte de Chicago y otros museos). Para el catálogo de la exposición de 1993 en el Museo Metropolitano, el conservador de la colección Gilman, Pierre Apraxin compiló una descripción que actualmente está publicada sin cambios (excepto la datación) en el sitio web del museo.
Carroll se sentía incómodo entre los adultos y prefería la compañía de los niños, especialmente de las niñas. Logró establecer con ellos una relación de confianza que le permitió lograr su quietud frente a la cámara durante más de cuarenta segundos, entonces el tiempo mínimo necesario para una exposición exitosa. Las fotografías de Carroll revelan la vida interior de los niños y la seriedad con la que miraban el mundo. Para Carroll, Alice Liddell era más que una modelo favorita: era «una amiguita ideal», como escribió en una carta de marzo de 1885 a la señora Hargreaves (de soltera, Alice Liddell). 

### El problema de la datación de fotografías negativas y positivas en la literatura científica
La datación de la fotografía en 1858 aparece en el libro "La vida y cartas de Lewis Carroll" (The Life and Letters of Lewis Carroll) la primera biografía de Lewis Carroll, escrita por el sobrino de Carroll, Stuart Dodgson Collingwood (hijo de la hermana de Carroll, Mary). La biografía se publicó en diciembre de 1898, once meses después de la muerte del escritor. En las dos primeras ediciones del libro, la fotografía aparece en la lista de ilustraciones que precede al texto como "Alice Liddell como niña mendiga (según una fotografía de Lewis Carroll, 1858)". El historiador de la fotografía Roger Taylor escribe en su influyente Enciclopedia de la fotografía del siglo XIX: “La fotografía que mejor ilustra este período temprano es su retrato de Alice Liddell como mendiga, tomado en el verano de 1858”. La misma datación le dan los profesores de literatura inglesa Robert Douglas-Fairhurst (Oxford) e Ian Susina (Universidad de Illinois).
Una copia de la fotografía se encuentra actualmente en la colección del Museo Metropolitano. La descripción de Pierre Apraxin de 1993 indica que el positivo fue realizado alrededor de 1859,  la edición Metropolitana de 2005 da la misma fecha, pero el sitio web oficial del Metropolitan actualmente indica que la fecha de creación del positivo es 1858. En su inventario de fotografías Carroll designó la fotografía con el número 354. Stuart Dodgson Collingwood escribió que Carroll una vez le mostró al poeta Alfred Tennyson una fotografía de la señorita Alice Liddell cомо una niña mendiga, y Tennyson la llamó la fotografía más hermosa que jamás había visto.

### Ejemplares
Aunque la fotografía estaba destinada únicamente a ser distribuida entre familiares y amigos cercanos, a principios del siglo XXI se conocía la existencia de once positivos, algunos de ellos recortados a un tamaño menor. Además del ejemplar en el Museo Metropolitano, cuatro positivos más se encuentran en Estados Unidos. En la colección de M. L. Parrish, quien compró varios álbumes de fotos y fotografías sueltas de Carroll a sus hermanas y las donó a la Biblioteca de la Universidad de Princenton, se encuentra una en el Album personal nº 2 de Lewis Carroll, número de identificación positiva Z-PH-LCA-II.65. Un pequeño defecto se observa en la superficie sobre la rodilla izquierda de la niña, que también puede verse en algunas otras copias y se considera un rastro de daño al negativo después de sacar varios positivos con éxito (sin defectos). Otra copia en la misma biblioteca fue adquirida por Lloyd E. Cotsen como parte de los álbumes de fotografías del amigo de Carroll, Reginald Southey, que contenían varias fotografías de Carroll. Una fotografía coloreada a mano se encuentra en la Biblioteca Pública de Nueva York, en la colección Henry y Albert Berg, y una versión de medio cuerpo, de 9,2 x 5,9 cm, se encuentra en la Biblioteca y Museo Morgan, en la colección de Arthur Houghton Jr., quien compró la foto a la retratada.
Las fotografías restantes se encuentran en colecciones privadas y se informa sobre ellas en relación con subastas. En 1998, una fotografía de la colección de Justin Schiller se puso a subasta en Christie's por un precio inicial de 30.000 a 40.000 dólares, y se compró por 63.000 dólares. Se cree que esta fotografía perteneció a la señorita Mary Prickett, quien sirvió como institutriz de los hijos de Henry Liddell durante casi diecinueve años y luego se casó con Charles Foster, un comerciante de vinos local.  La biógrafa de Alice Liddell, Anna Clark, creía que la señorita Prickett podría haber sido el prototipo de Carroll para la figura de la Reina Blanca; se caracterizaba por la formalidad en la comunicación, la severidad, la pedantería y la amabilidad. Roger Lancelyn Green quien editó los diarios de Carroll, creía que Carroll podría haberle dado a Mouse características similares a las de la señorita Prickett. En 2001, la heredera de la familia Liddell, nieta de Alice, vendió una colección de cartas, fotografías y ediciones raras de los libros de Carroll en Sotheby's. Entre ellas se encontraba una copia coloreada a mano de Alice Liddell como mendiga en un marco ovalado y un estuche especial  (lote nº 20), y otra copia en blanco y negro (lote nº 37, con un precio de 199.500 libras). 
Una versión anterior de la fotografía "Alice Liddell como una pequeña mendiga"  fue creada un año antes - el 2 de junio de 1857, y tiene el número 197 en el registro. Esta fotografía pertenece a una colección privada y se exhibió en la exposición El otro lado de la lente: Lewis Carroll y el arte de la fotografía en el siglo XIX (en inglés: «The Other Side of the Lens: Lewis Carroll and the Art of Photography during the 19th Century») en la llamada Biblioteca Superior de Christ Church, Oxford, y se menciona en su catálogo.

## Imagen
Ian Susina describe la fotografía como una imagen escenificada de unа mendigа callejerа con un vestido blanco raído y los pies descalzos, apoyadа contra una pared con la mano extendida, aparentemente pidiendo una moneda a un transeúnte. El fotógrafo francés nacido en Hungría, Brassaï, la consideró "la fotografía más inolvidable y ciertamente la más reveladora" que Carroll haya tomado jamás. Alicia, con la cabeza ligeramente inclinada y el vestido más bien andrajoso deslizándose por su hombro izquierdo, mira directamente al espectador con una expresión característica de sabio adulto, que no encaja bien con su apariencia infantil. La foto muestra a una chiquilla segura de sí misma con una sorprendente combinación de desaprobación (ceja levantada) y coquetería (cabeza inclinada y mirada hacia arriba), que, como sugiere Mindy Aloff, "sabe exactamente" lo que se espera de ella y asume la responsabilidad de ello. Aloff sugirió que si no se sabía nada acerca del fotógrafo, se podría asumir que algún otro niño había tomado la fotografía. Existe la opinión de que esta fotografía es mucho más erótica que las modelos desnudas capturadas por Carroll posteriormente. 

## Amor hacia la modelo

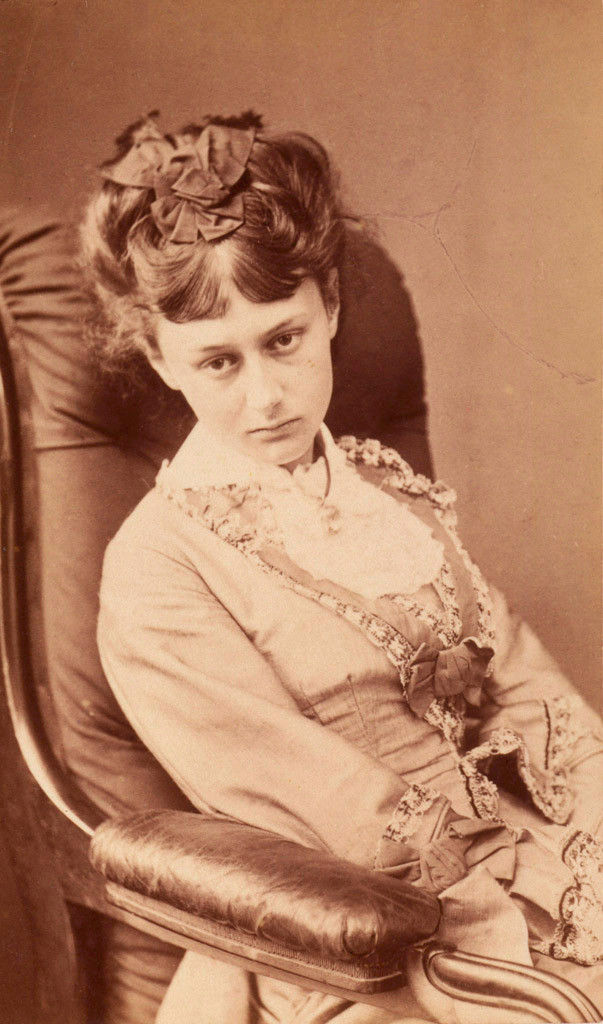
Alice Liddell fotografiada por Carroll en 1870.

El escritor y editor inglés, doctor honorario de la Universidad Heriot-Watt, Robert McCrum, en su artículo en el periódico The Guardian, afirma que Carroll estaba "obviamente enamorado" de Alice. Señala que desde 1858 a 1862 la amistad de Charles Dodgson con Alice Liddell fue objeto de intensos chismes en Oxford, con afirmaciones incluso de que Carroll le propuso matrimonio pero fue rechazado por los padres de Alice. En junio de 1863 se produjo una crisis en las relaciones del escritor con los Liddell, cuyo verdadero significado no está del todo claro. Después del encuentro con Carroll el 25 de junio, la señora Liddell estaba furiosa, lo que provocó una ruptura decisiva entre el escritor y la familia Liddell. Las páginas pertinentes fueron arrancadas del diario de Carroll. Cuando Carroll vio a la Sra. Liddell y a sus hijas seis meses después en Navidad, se distanció cuidadosamente de ellas. Sin embargo, los rumores continuaron circulando. En 1870, Carroll fotografió a Alice por última vez. La muchacha de diecisiete años aparece como una encorsetada dama victoriana exquisitamente peinada, sólo que ya no posa, porque ha crecido. La mirada dirigida más allá del objetivo y del espectador expresa aburrimiento  o tristeza, por ejemplo, por la infancia que ha pasado.  

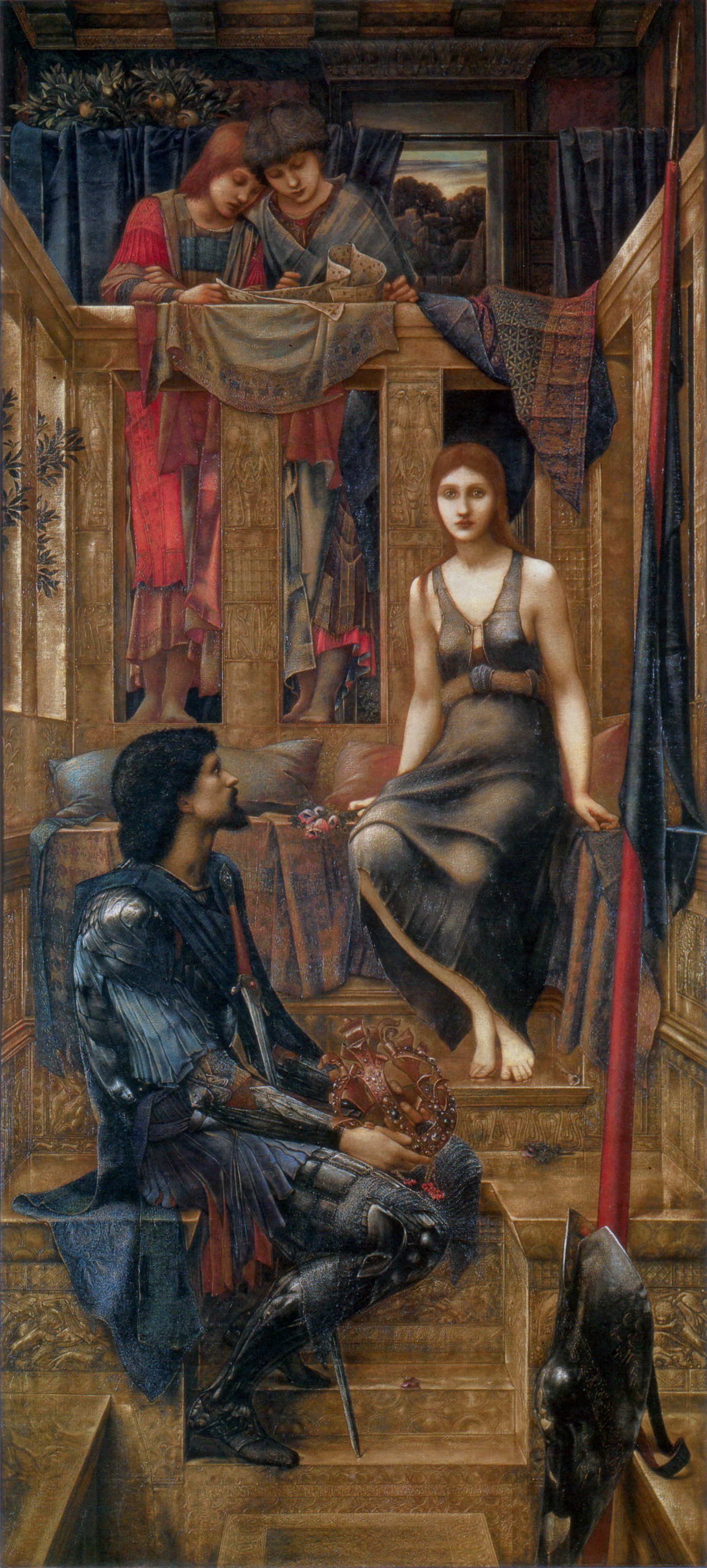
Edward Burne-Jones, El rey Cophetua y la mendiga, 1884.

### Versión literaria del origen de la fotografía
Según otra versión, la imagen fotográfica de Alicia se inspiró únicamente en el poema “La mendiga”, escrito por Alfred Tennyson en 1842, y refleja directamente su contenido. Sin embargo, la heroína adulta de Tennyson es reemplazada por una niña de seis años. Las fotografías de Carroll (desde el propio punto de vista del escritor) mostraban sólo la infancia como un estado frágil de seres inocentes amenazados por la edad adulta, y sólo para el espectador moderno las fantasías eróticas que supuestamente poseían la conciencia del fotógrafo pasan a primer plano. Alicia, vestida de mendiga, se encuentra frente a un muro de jardín como telón de fondo. La niña aparece con una expresión de seguridad en su rostro. Según Pierre Apraxin, una mendiga así despertará en el transeúnte no tanto lujuria como compasión. En su opinión, Alice mira al espectador con sospecha, como si supiera que aparece en la fotografía como actriz en una escena que le resulta incomprensible.
Ian Susina señala que la fotografía de Carroll es sorprendentemente diferente de la pintura de Edward Burne-Jones de 1884 sobre el mismo tema, El rey Cophetua y la mendiga (basada en una balada del siglo XVII y un poema de Alfred Tennyson); la versión en lienzo se basa más en la balada, mientras la versión decorando un frente de gabinete se basa en el poema de Tennyson. El cuadro consiguió que el artista fuera nombrado miembro de la Real Academia un año después de su creación. Se basa en la atención a los atributos medievales y en el juego de puntos de vista de numerosos personajes. En contraste con la interpretación del artista, la fotografía de Carroll es una especie de Cenicienta.

### El subtexto social de la fotografía
Algunos historiadores del arte (por ejemplo, la investigadora húngara Anna Kerczy) insisten en el subtexto social de la fotografía. Alicia está representada descalza, harapienta y con la mano extendida como si estuviera pidiendo limosna. La niña encarna el arquetipo victoriano del huérfano pobre, una víctima inocente de las circunstancias sociales. Para sus contemporáneos de clase media, probablemente evocaba una reacción sentimental y religiosa de compasión piadosa, que recordaba "los deberes del hombre afortunado hacia el menos afortunado". Al mismo tiempo, Kerchi observa que la muchacha de una respetable familia burguesa sólo desempeña el papel de mendiga. Alice aprieta el puño, apoyándolo en la cadera, aparentemente lista para atacar, y mira al espectador con una mirada desafiante, lo que ha sido visto como un indicio de la resistencia rebelde característica de los agresivos niños de la calle victorianos. Se establecen paralelismos con las películas de Charles Chaplin, en particular El chico, y con los cuentos de hadas clásicos que difuminan deliberadamente las distinciones de clase y utilizan formas muy extravagantes para hacerlo, como La Cenicienta. Carol Mavor insiste en que la fotografía es un cuento de hadas dirigido a un público muy acomodado.  
Ian Susina cree que Carroll estuvo fuertemente influenciado por la imagen sentimental de Charles Dickens del niño sufriente de los barrios marginales. Prueba de ello lo ve en el hecho de que el escritor poseía una colección de casi todas las novelas de Dickens en la primera edición. Compara la fotografía de Carroll con las sentimentales fotografías de niños de la calle de Oscar Gustav Rejlander y las contrasta con las obras líricas de niños de Julia Margaret Cameron. Tanto Rejlander como Carroll no fotografiaron a niños de la calle reales, sino que fotografiaron a modelos adolescentes en su papel.  
La fotografía atrajo la atención de los autores de la enciclopedia colectiva “Fotografía. La Enciclopedia Mundial", editada por Juliet Hacking, que se publicó en Londres en 2012. Llaman la atención sobre una serie de fragmentos y detalles de la fotografía que hasta ahora habían escapado a la atención de los historiadores del arte:
а) El corte de pelo juvenil de Alice, común para niñas posteriormente, debe haber sido percibido de una manera completamente diferente a mediados del siglo XIX, muy posiblemente como un énfasis en el atractivo erótico de lа figura.
b) La niña posa ante una vieja pared cubierta de musgo. La rugosa superficie cubierta de musgo "resalta la suavidad de la piel de Alice".
c) Al negociar con los padres de las niñas que quería fotografiar, Carroll siempre comenzaba con la petición de fotografiarlas "con los pies descalzos", que en esa época y en el contexto victoriano, no solo eran un símbolo de pobreza, sino también un signo de disponibilidad sexual.
d) Los harapos que viste Alice, según los autores de la enciclopedia, sobrepasaban claramente los límites de la decencia de la época. El hombro de la niña y el escote aparecen expuestos. Además, la mano extendida para pedir limosna no lo está hacia el espectador, sino presionada directamente contra el cuerpo de Alice. Esta colocación de la mano podría dar una pista a una persona de la época victoriana sobre la profesión con la que la heroína realmente se "gana" la vida. Bien es cierto que los autores también admiten que una posible razón de esto podría haber sido el deseo del fotógrafo de capturar al máximo la quietud de la niña durante la prolongada exposición: un brazo extendido (en lugar de uno presionado firmemente contra el cuerpo y por tanto con un punto de apoyo) podría haber temblado, y su imagen en la fotografía habría resultado borrosa.

### Interpretación de la fotografía como parte de un díptico

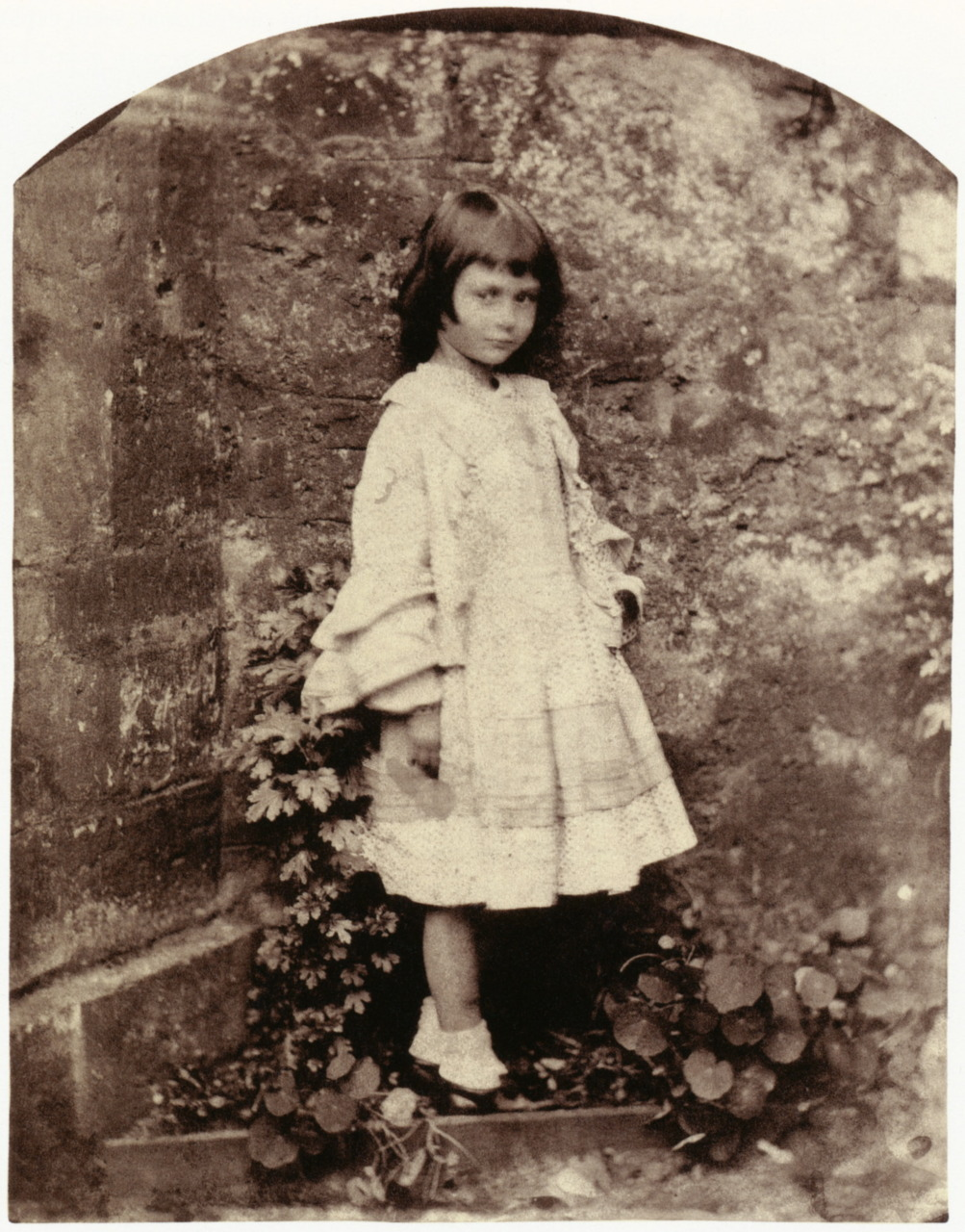
Lewis Carroll. Vestida con sus mejores galas, 1858. Foto emparejada de "Alice Liddell como mendiga"

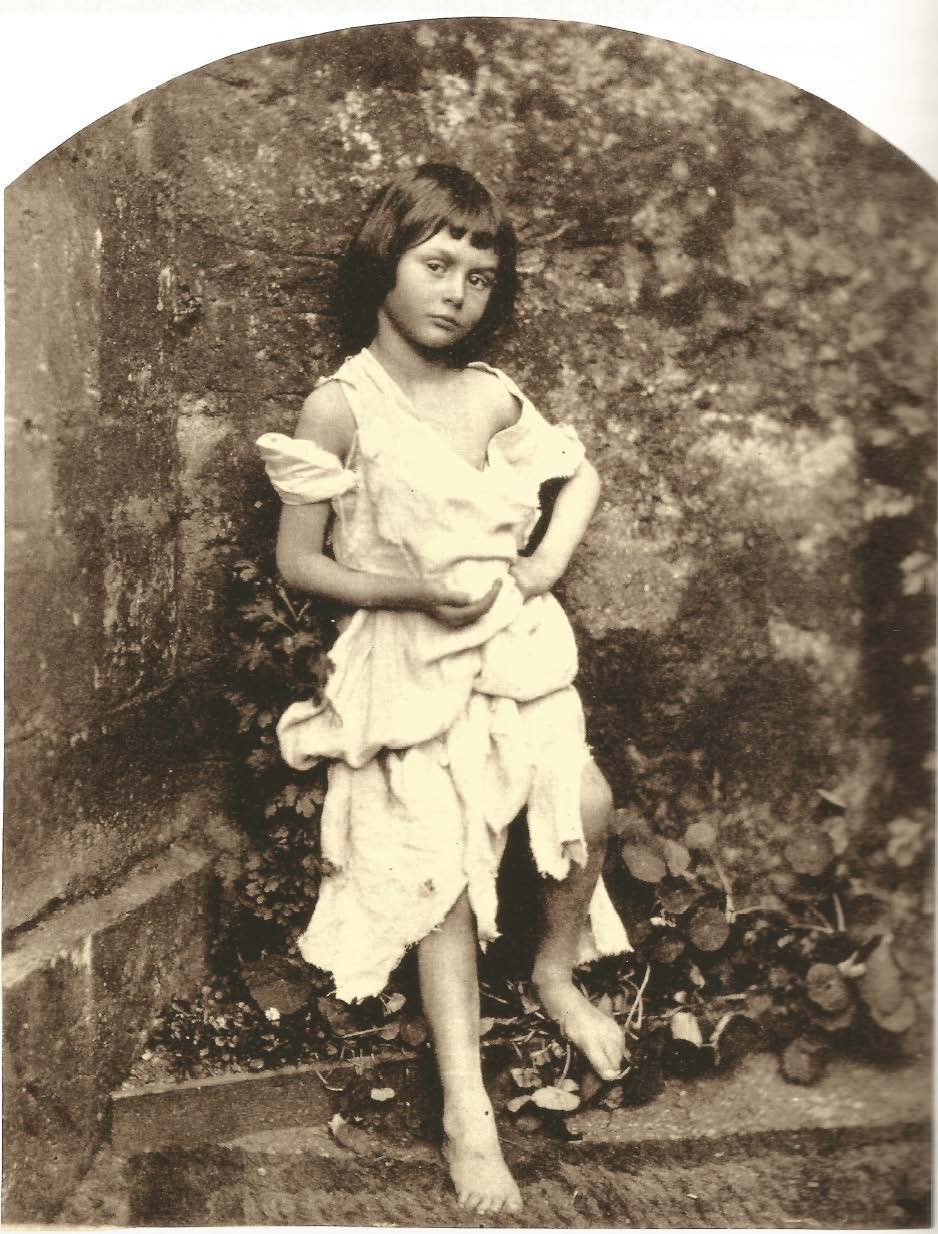
Lewis Carroll. Alice Liddell como mendiga. Fotografía de la Universidad de Princeton

Taylor sostiene que interpretar la fotografía Alice Liddell como mendiga por sí sola no tiene sentido, ya que forma un díptico con Vestida con sus mejores galas (en inglés: «Dressed in Her Best Outfit»), tomada en el mismo lugar y aproximadamente a la misma hora (posiblemente el mismo día).  Desarrollando esta idea, algunos autores creen que estas dos fotografías representan dos etapas, “antes” y “después”, del evento del “cambio de rol social” romantizado por los autores victorianos. Además, si se elige la fotografía “Alicia como mendiga” como la primera, es posible una interpretación puramente literaria del par de fotografías como una descripción de la transformación de una mendiga en reina (por ejemplo, como en el poema de Tennyson). El orden inverso de las fotografías, con Alice apareciendo primero como una chica de sociedad con su mejor vestido y luego en la siguiente imagen convertida en una mendiga, puede implicar que Carroll se refería a los derechos universales de todos los niños independientemente de su clase.

## El trasfondo de la fotografía
La fotografía está basada en el poema de Alfred Tennyson (1809-1892) “La mendiga y el rey”. Se basa en una leyenda bajomedieval sobre el gobernante africano Cophetua, que no tenía ningún interés en las mujeres hasta que conoció a una mendiga descalza y andrajosa de la que se enamoró por su belleza y virtud y la convirtió en su esposa. La leyenda del rey Cophetua se menciona en baladas populares inglesas y francesas, así como en las obras de William Shakespeare Romeo y Julieta, Trabajos de amor perdidos y Enrique IV. Esta trama ha sido plasmada en algunas pinturas.

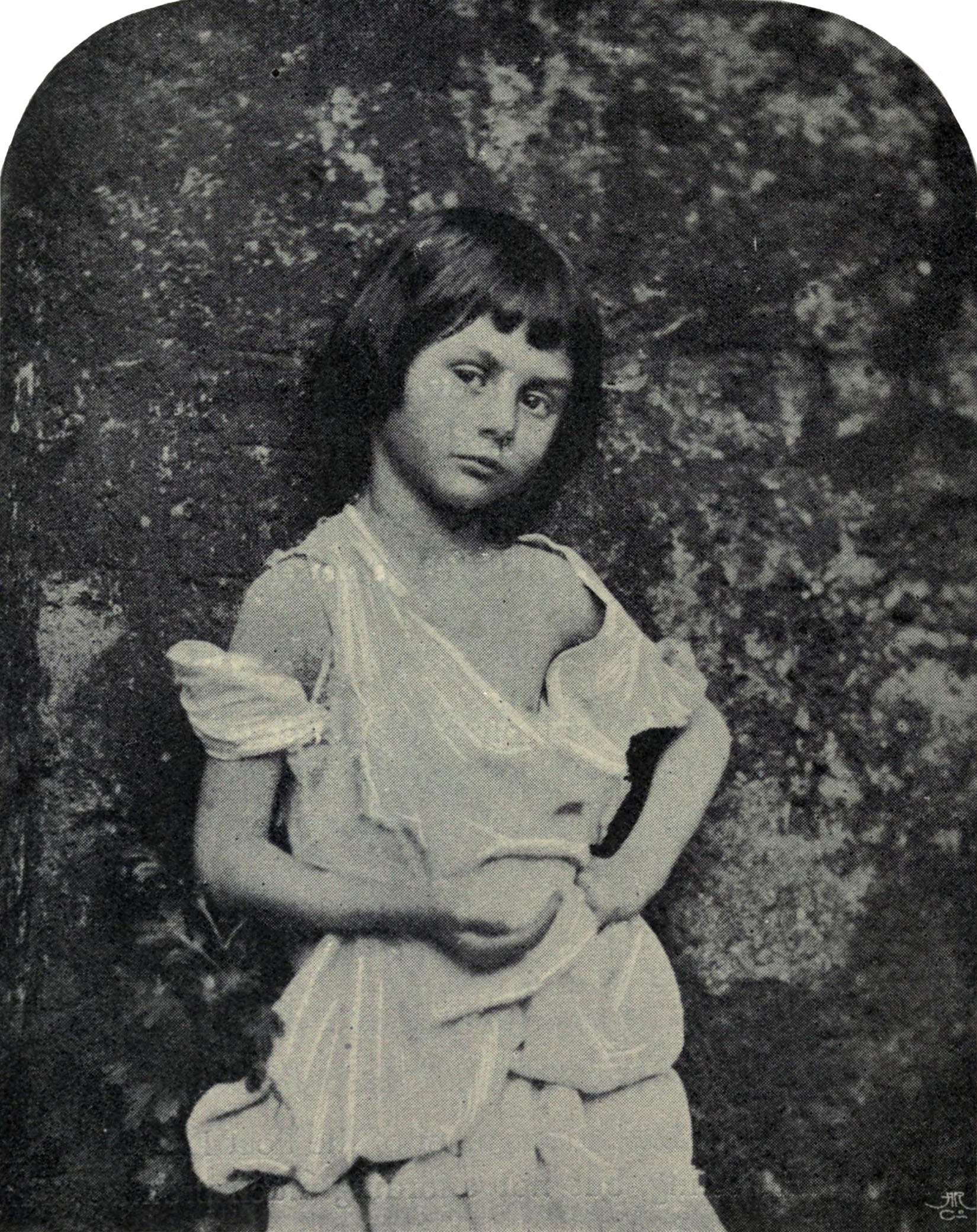
Lewis Carroll, Alice Liddell como mendiga; Versión recortada.

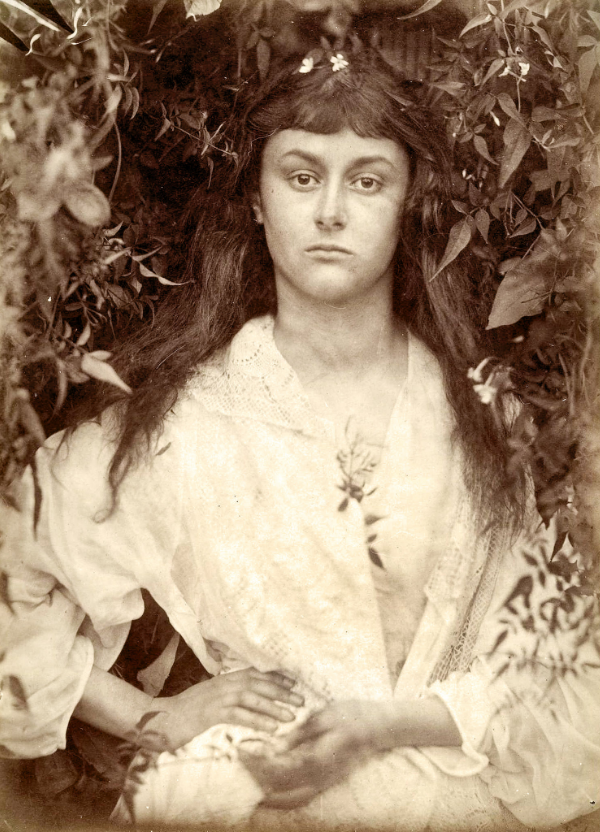
Julia Margaret Cameron, Pomona (Alice Liddell como la diosa romana), 1872. Se cita la fotografía de Lewis Carroll.

## Legado
En 1872, la fotógrafa Julia Margaret Cameron, una de las principales fotógrafas pictorialistas, tomó la fotografía "Pomona". Esta fotografía también muestra a Alice Liddell, pero a la edad de diecinueve (o veinte) años, bajo la apariencia de la diosa romana de los árboles frutales y la abundancia. Apoya una mano en la cintura y sostiene la otra entrelazada frente a ella, similar a la posición de sus manos en la fotografía de Lewis Carroll. La historiadora de arte israelí Erga Heller cree que Cameron está citando deliberadamente la fotografía de Carroll  .
La serie Dreamchild (2003) del fotógrafo australiano nacido en Grecia Polyxeni Papapetrou consiste en nuevas versiones fotográficas de fotografías famosas de Lewis Carroll. Entre ellas se encuentra una fotografía de la hija de Papapetrou, Olympia, que reconstruye la composición de "Alice Liddell como mendiga"; Es en color, no en blanco y negro como la original victoriana.